# Утре започва всичко
„Утре започва всичко“ е френски филм, пуснат през 2016 г. по сценарий и режисура от Юго Желен.
Вдъхновен е от мексиканския филм „Нито върнат, нито разменен“, излязъл във Франция през 2013 г. Това е едновременно маниерна комедия и мелодрама. Разказва историята на баща (Омар Си), който отглежда малката си дъщеря, изоставена от майката след раждането, с помощта на хомосексуален приятел. Осем години по-късно майката се връща в живота на малкото момиче.
Филмът изненадва със своята тема. Въпреки това той среща значителен публичен успех.

## Резюме
Самюел (Омар Си) е разпуснат, купонджия и женкар, който живее и работи на крайбрежието в южната част на Франция. Tой е смаян, когато изневиделица Кристин (Клеманс Поези), старо завоевание за една нощ, му оставя своята тримесечна дъщеря Глория. Той се впуска в преследване на Кристин, за да ѝ върне бебето и така се озовава в Лондон. Губи следите ѝ, остава без пари, а не говори и дума на английски. За щастие среща Бърни (Антоан Бертран), хомосексуален французин, който работи в киноиндустрията и който му предлага работа като каскадьор.
Самюел се усъвършенства в работата на каскадьор и на баща, без да има много проблеми с дъщеря си. Той приема всичко на игра, защото за него животът винаги ще бъде една игра, а Глория (Глория Колстън), както и Бърни, споделят мнението му. Всички приятели на Глория в училище имат майка, освен нея, и Самюел измисля история, че майка ѝ е таен агент, която постоянно е на важни мисии из целия свят, и праща на Глория имейли от нейно име. Момиченцето се надява, че един ден между някои от мисиите майка ѝ ще се върне в Лондон да я види. А междувременно се оказва, че Глогия има сериозно заболяване.
Един ден, когато Глория е на осем години, майка ѝ наистина пристига. Идва от Ню Йорк със своя нов приятел, със събуден майчински инстинкт и намерение да се върне в САЩ, където вече живее, с малката Глория.

## Продукция
Едноименното произведение на бабата на Желен, Даниел Делорме, е в основата на заглавието на филма.

## Отзиви

### Критика
Отзивите са по-скоро отрицателни. Средно аритметично: 2.2 от 4 (което Алосине със своята система за оценка трансформира в 3.2 от 5 със своята система за оценка, която добавя допълнителна точка). Най-снизходителните критици намират филма за забавен, което е силно недостатъчно, за да го превърнат в добър филм. Например списание Гала заявява: „Омар се връща към източника на успеха си.“ и пояснява критиката си с „От смях до сълзи“. По-взискателният aVoir-aLire.com казва, че е „тромав и нежен“, и добавя с малко снизходителност, че този филм, благодарение на свежестта и динамичността си, ще съблазни целевата семейна аудитория. Неделен вестник го определя по следния начин „Пълен с добри идеи (...), но страда от някои пропуски в сценария“. Останалите отзиви са по-директни. За Льо Фигаро „Уго Желян дърпа големите струни (...) и налива постановката с черпак." Кино листа говорят за „любезна мелодрама“ и потвърждават, че „Приключения на Омар Си в Лондон са тежки“. Гласът на Севера заключава: „Сух е."

### Обществото
Голяма публика се събира в кината по случай излизането на филма, като се отбелязват 3,2 милиона посещения. Или печалба от 23,3 милиона долара. В световен мащаб (включително във Франция) той неси 43,9 милиона долара, а струва 17,5 милиона. Възвръщаемостта му е 251%.